# Blešno
Blešno är en ort i Tjeckien. Den ligger i den centrala delen av landet, 110 km öster om huvudstaden Prag. Blešno ligger 238 meter över havet och antalet invånare är 315.
Terrängen runt Blešno är platt.Runt Blešno är det ganska glesbefolkat, med 31 invånare per kvadratkilometer. Närmaste större samhälle är Hradec Králové, 7,0 km väster om Blešno. I omgivningarna runt Blešno växer i huvudsak blandskog.